# Sergentomyia dubia
Sergentomyia dubia är en tvåvingeart som först beskrevs av Parrot, Mornet och Jean Cadenat 1945.  Sergentomyia dubia ingår i släktet Sergentomyia och familjen fjärilsmyggor. Inga underarter finns listade i Catalogue of Life.